# 布里扬松站
布里扬松站是法国的一个铁路车站，位于法国东南部城市布里扬松，是一个尽头式的铁路车站。

## 位置
布里扬松站位于布里扬松市区的南部。车站大致呈南北走向，开口朝东。
布里扬松站是韦讷－布里扬松铁路的终点，该铁路在经停布里扬松站之后还有大约300米的延长线，因此布里扬松站是一个侧式尽头车站。

## 站台设置
| 西↑ |             |        |  |
|     |             | 存车线 |  |
|     |             | ←      |  |
|     | 岛式        |        |  |
| C道 |             | ←      |  |
|     | 岛式        |        |  |
| B道 |             | ←      |  |
| A道 |             | ←      |  |
|     | 侧式 主站房 |        |  |
| 东↓ |             |        |  |

## 停靠线路
以下列车线路在布里扬松站停靠：
| 布里扬松站列车线路表   |                    |            |          |              |
| 线路                   | 车种               | 上一站     | 下一站   | 大致运行频率 |
| 巴黎—布里扬松          | INTERCITÉS de nuit | 拉让蒂耶尔 | （终点） | 每天1趟      |
| 罗芒-佩阿日堡—布里扬松 | TER                | 拉让蒂耶尔 | （终点） | 每天5趟左右  |
| 格勒诺布尔—布里扬松    | TER                | 拉让蒂耶尔 | （终点） | 每天1趟左右  |
| 马赛—布里扬松          | TER                | 拉让蒂耶尔 | （终点） | 每天4趟左右  |
| 1.                     |                    |            |          |              |

## 配套交通

### 长途客车
布里扬松站对应的长途客车上下车地点位于车站前方的广场上。
| 停靠布里扬松站的大巴车 |                           | |
| 上下车地点             | 运营单位                  | 主要目的地                                                                                               |
| 布里扬松站门口         | ZOU! 普罗旺斯城际客运     | 29 加普 · 锡斯特龙 · 普罗旺斯地区艾克斯 · 马赛 35 瓦桑堡 · 格勒诺布尔                                    |
| 布里扬松站门口         | ZOU! 上阿尔卑斯省城际客运 | F 圣马丹德凯里耶尔 · 拉让蒂耶尔拉贝塞 G 蒙热内夫尔 H 勒莫讷捷莱班 I 勒莫讷捷莱班 · 蒙热内夫尔 · 乌尔克西 |
| 布里扬松站门口         | SNCF                      | （当某条铁路线施工或罢工时，SNCF可能会提供途径该线路沿途站点的大巴车）                                   |
| 1. 2. 3.               |                           | |

### 城市公共交通
布里扬松站对应的公交车站名称为""，位于车站正前方。
| 布里扬松站附近的市内公共交通线路 |                | |
| 公交车站名称                     | 位置           | 停靠线路 |
| 火车站                           | 布里扬松站门口 | 周一周六： 1 战神广场（Champ de Mars） ↔ 南部天地（Espace Sud） 3 战神广场（Champ de Mars） ↔ 圣布莱斯（Saint-Blaise） 周日及节假日： D 尚图瓦索（Chantoiseau） ↔ 塞尔维耶尔桥（Pont de Cervières）/南部天地（Espace Sud） |
| 1.                               |                | |

### 社会车辆
布里扬松站门口设有付费社会车辆停车场。

## 临近车站
| 布里扬松站（Gare de Briançon） |                    |          |
| 上行车站                       | 线路               | 下行车站 |
| 拉让蒂耶尔站 13.4km ←          | 韦讷－布里扬松铁路 | （终点） |
| - 本表仅显示运营中的线路及车站 |                    |          |